# ウーイペシュト・クズポント駅
座標: 北緯47度33分37.17秒 東経19度05分26.33秒 / 北緯47.5603250度 東経19.0906472度
ウーイペシュト・クズポント駅（ウーイペシュト・クズポントえき）は、ハンガリー共和国ブダペスト県ブダペスト市4区に位置するブダペスト地下鉄・3号線の駅である。

## 駅構造
- 相対式ホーム2面2線を有す地下駅。
- 深さ8.27m地点に存在する。

## 駅周辺
- アールパード通、イシュトヴァーン通

## 歴史
- 1990年12月14日 - 開業。

## 隣の駅
ブダペスト地下鉄
■3号線
ウーイペシュト・クズポント駅 - ウーイペシュト・ヴァーロシュカプ駅